# Nazionale femminile di calcio a 5 della Spagna
La nazionale di calcio a 5 femminile della Spagna è, in senso generale, una qualsiasi delle selezioni nazionali femminili di Calcio a 5 della Real Federación Española de Fútbol che rappresentano la Spagna nelle varie competizioni ufficiali o amichevoli riservate a squadre nazionali.

## Storia
Nel 2019 vince per la prima volta il Campionato Europeo.